# 鷲ノ巣信号場
鷲ノ巣信号場（わしのすしんごうじょう）は、北海道二海郡八雲町花浦にある北海道旅客鉄道（JR北海道）函館本線の信号場。かつては駅であったが、2016年（平成28年）3月26日に旅客営業を廃止し、信号場となった。駅番号はH53、電報略号はワシ。事務管理コードは▲140123。函館本線は森駅から当信号場まで複線、当信号場から山崎駅まで単線となる。また、現存する北海道内の停車場としては最西端に位置する。

## 歴史

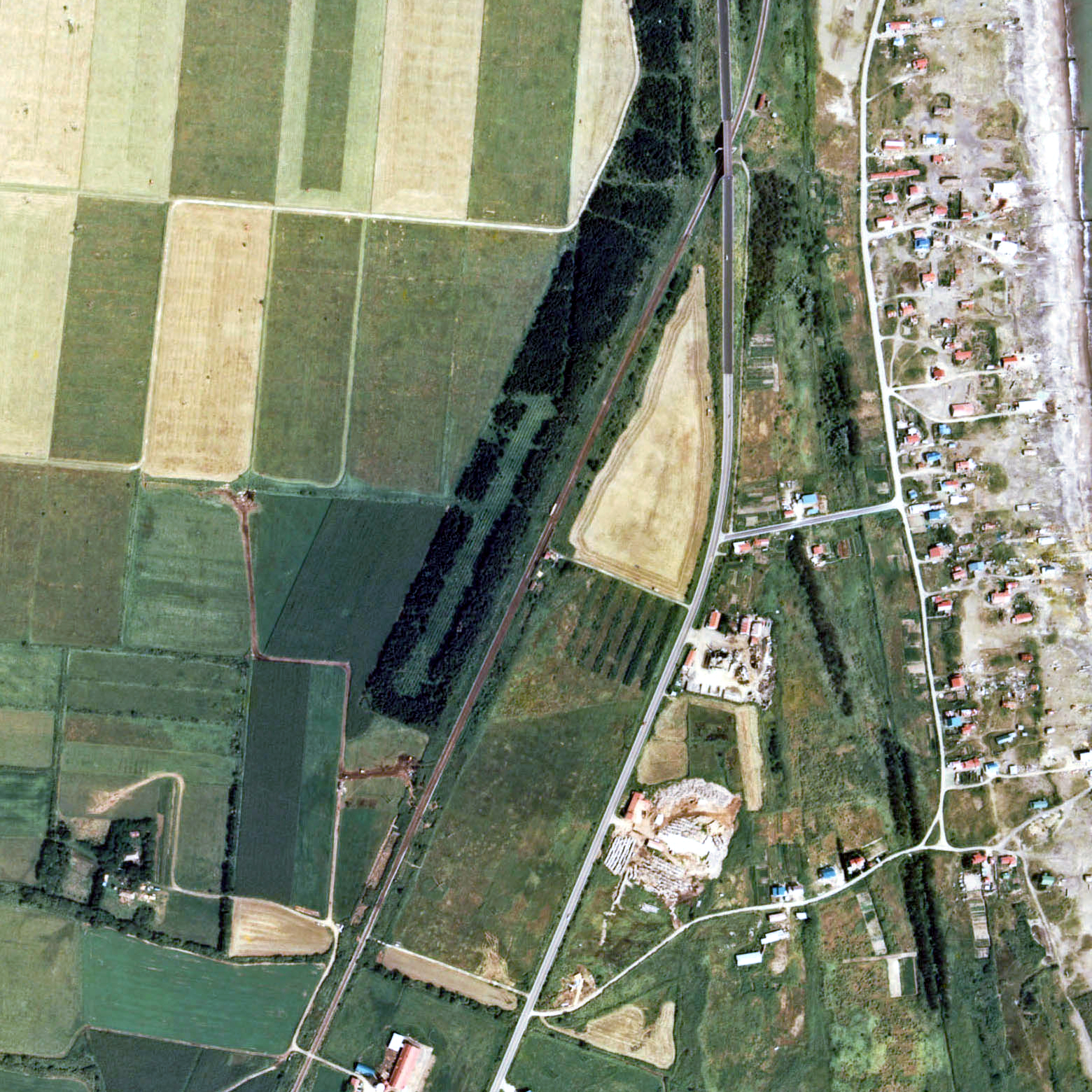
1976年の鷲ノ巣信号場と周囲約1km範囲。下が函館方面。駅裏下り方面ホームは上り方面よりも短い。

信号場として設置され、その後仮乗降場、信号場、駅と変遷しているが、1944年（昭和19年）の開設から2016年（平成28年）の旅客扱い廃止まで一貫して旅客取り扱いが行われてきた。

### 年表
- 1944年（昭和19年）9月1日：国鉄函館本線の鷲ノ巣信号場として開設[3][4]。旅客の取り扱いを行う[5]。
- 1949年（昭和24年）
  - 6月1日：日本国有鉄道法施行に伴い、日本国有鉄道（国鉄）に継承。
  - 8月1日：信号場として廃止されるが、引き続き旅客の取り扱いを実施。鷲ノ巣仮乗降場となる[3][6][4]。
- 1962年（昭和37年）9月30日：再び鷲ノ巣信号場として設置（遠隔制御の無人信号場）[6][7][3]。引き続き仮乗降場として旅客の取り扱いを行う[5]。
- 1984年（昭和59年）11月19日：函館本線 八雲駅 - 当駅間が複線化[8]。
- 1987年（昭和62年）4月1日：国鉄分割民営化に伴い、北海道旅客鉄道（JR北海道）に継承。同時に正規の駅となり、鷲ノ巣駅となる[3][7]。
- 1990年（平成2年）3月10日：営業キロ設定[5]。
- 2007年（平成19年）10月1日：駅番号を設定 (H53)[JR北 1]。
- 2014年（平成26年）5月12日：江差線木古内駅 - 江差駅間の廃止に伴い、上ノ国駅に代わって道内最西端の停車場・鉄道駅となる。
- 2016年（平成28年）3月26日：利用者減少とダイヤ改正に伴い、旅客扱いを廃止[JR北 2][JR北 3]。再び鷲ノ巣信号場に戻る[新聞 1][1]。

### 信号場名の由来
古い地名からとされている。
現在の地名は「花浦」となっているが、太田（2004）によると当地にかつて鷲が住んでいたという話が伝わっているという。

## 構造
前述の通り、当信号場は単線区間と複線区間の境界となっており、長万部方に両開き分岐器（制限速度90km/h。安全側線付帯）が設置されている。
鷲ノ巣駅時代は、相対式ホーム2面2線を有する地上駅（八雲駅管理の無人駅）であった。短いホームが互い違いに設置されており、ホーム同士は構内踏切で連絡していた。駅舎はなく、ホーム脇に待合所が置かれていた。
同駅の廃止後、待合所やホームは全て撤去され、現在は信号関係の建物のみが残されている。

## 周辺
- 北海道道1029号花浦内浦線
- 国道5号
- 函館バス「鷲の巣信号所前」停留所

## その他
ジャパン・プロフェッショナル・バスケットボールリーグのチーム、レバンガ北海道のマスコット「レバード」（オオワシがモチーフ）の出生地という設定がある。

## 隣の施設
北海道旅客鉄道（JR北海道）
■函館本線
八雲駅 (H54) - （鷲ノ巣信号場） - 山崎駅 (H52)